# Saison 1910-1911 des Canadiens de Montréal
Autres saisons
Saison précédente Saison suivante
Cet article présente la saison 1910-1911 des Canadiens de Montréal dans l'Association nationale de hockey.

## Classement
|                           | PJ | V  | D  | N | BP  | BC  |
| ------------------------- | -- | -- | -- | - | --- | --- |
| Sénateurs d'Ottawa        | 16 | 13 | 3  | 0 | 122 | 69  |
| Les Canadiens             | 16 | 8  | 8  | 0 | 66  | 62  |
| Creamery Kings de Renfrew | 16 | 8  | 8  | 0 | 91  | 101 |
| Wanderers de Montréal     | 16 | 7  | 9  | 0 | 73  | 88  |
| Bulldogs de Québec        | 16 | 4  | 12 | 0 | 65  | 97  |

## Entraîneur
- Adolphe Lecours

## Joueurs
- Georges Vézina
- Arthur Bernier
- Lorenzo Bertrand
- Hector Dallaire
- Georges Poulin
- Newsy Lalonde
- Jack Laviolette
- Edgar Leduc
- Eugène Payan
- Évariste Payer
- Didier Pitre
- George Poulin
- James « Rocket » Power

## Saison Régulière

### Décembre
| No | Date        | Visiteur           | Score | Domicile      | Fiche |
| -- | ----------- | ------------------ | ----- | ------------- | ----- |
| 1  | 31 décembre | Sénateurs d'Ottawa | 5-3   | Les Canadiens | 0-1-0 |

### Janvier
| No | Date       | Visiteur                  | Score | Domicile                  | Fiche |
| -- | ---------- | ------------------------- | ----- | ------------------------- | ----- |
| 2  | 7 janvier  | Les Canadiens             | 4-1   | Bulldogs de Québec        | 1-1-0 |
| 3  | 14 janvier | Creamery Kings de Renfrew | 1-4   | Les Canadiens             | 2-1-0 |
| 4  | 18 janvier | Les Canadiens             | 4-5   | Wanderers de Montréal     | 2-2-0 |
| 5  | 21 janvier | Les Canadiens             | 4-5   | Sénateurs d'Ottawa        | 2-3-0 |
| 6  | 24 janvier | Bulldogs de Québec        | 5-9   | Les Canadiens             | 3-3-0 |
| 7  | 27 janvier | Les Canadiens             | 6-5   | Creamery Kings de Renfrew | 4-3-0 |

### Février
| No | Date        | Visiteur                  | Score | Domicile              | Fiche |
| -- | ----------- | ------------------------- | ----- | --------------------- | ----- |
| 8  | 1er février | Wanderers de Montréal     | 3-8   | Les Canadiens         | 4-4-0 |
| 9  | 7 février   | Les Canadiens             | 6-2   | Wanderers de Montréal | 5-4-0 |
| 10 | 11 février  | Bulldogs de Québec        | 2-3   | Les Canadiens         | 6-4-0 |
| 11 | 15 février  | Les Canadiens             | 4-7   | Bulldogs de Québec    | 6-5-0 |
| 12 | 21 février  | Creamery Kings de Renfrew | 2-4   | Les Canadiens         | 7-5-0 |
| 13 | 28 février  | Wanderers de Montréal     | 2-3   | Les Canadiens         | 8-5-0 |

### Mars
| No | Date    | Visiteur           | Score | Domicile                  | Pts |
| -- | ------- | ------------------ | ----- | ------------------------- | --- |
| 14 | 2 mars  | Les Canadiens      | 3-5   | Creamery Kings de Renfrew | 8-6 |
| 15 | 8 mars  | Sénateurs d'Ottawa | 4-3   | Les Canadiens             | 8-7 |
| 16 | 10 mars | Les Canadiens      | 0-5   | Sénateurs d'Ottawa        | 8-8 |